# Leela Chess Zero
Leela Chess Zero (abbreviato LCZero o Lc0) è un motore scacchistico open source sviluppato da Gary Linscott (uno degli autori di Stockfish) insieme a una comunità di contributori, primo motore open source basato sulle tecniche di apprendimento automatico profondo introdotte da DeepMind nello sviluppo di AlphaZero. Il software è un agente artificiale che combina la ricerca ad albero Monte Carlo con una rete neurale convoluzionale profonda, ed è addestrato esclusivamente per rinforzo giocando un gran numero di partite contro se stesso. L'addestramento è eseguito tramite una rete di calcolo distribuito volontario coordinata tramite il sito del progetto. Nell'agosto 2019 l'addestramento conta oltre 232 milioni di partite giocate.
Tale paradigma è radicalmente diverso da quello dei motori scacchistici convenzionali, basati su varianti della ricerca ad albero minimax con potatura alfa-beta e una funzione di valutazione implementata manualmente, e permette di raggiungere un'elevata forza di gioco con uno stile di gioco radicalmente differente e più "creativo", allo stesso tempo valutando ad ogni mossa un numero di posizioni inferiore di diversi ordini di grandezza.
Il progetto è nato come fork di Leela Zero, software per il gioco del go a sua volta basato sui concetti di AlphaGo Zero, sviluppato dal programmatore belga Gian-Carlo Pascutto (autore, tra l'altro, del forte motore scacchistico Sjeng).

## Storia
Il progetto è stato annunciato per la prima volta il 9 gennaio 2018 su TalkChess.com. Nell'arco di pochi mesi, il motore ha raggiunto una forza di gioco sovrumana e ha iniziato a prendere parte a competizioni contro altri motori scacchistici.
Nell'aprile 2018 Leela è divenuta il primo motore basato su reti neurali a competere nel Top Chess Engine Championship (TCEC), partecipando alla divisione 4 della dodicesima stagione. I risultati al debutto sono stati deludenti, con solo una vittoria (dovuta ad un crash dell'avversario), due patte e ventisei sconfitte, tuttavia la forza di gioco è aumentata rapidamente nei mesi seguenti. A luglio Leela si è classificata settima (su otto partecipanti) al World Computer Chess Championship, e si è classificata prima nella quarta divisione TCEC nella successiva stagione con 14 vittorie, 12 patte e due sconfitte. Promossa in terza divisione, Leela ha ottenuto 7 vittorie, 18 patte e 3 sconfitte, raggiungendo il secondo posto ex aequo con Arasan ma non venendo promossa a causa del punteggio sfavorevole con quest'ultimo negli scontri diretti.
Nel settembre 2018 Leela ha preso parte al Chess.com Computer Chess Championship (CCCC), superando il primo turno al quinto posto (su 24 partecipanti) e raggiungendo il quarto posto al secondo turno, battendo infine Komodo in un match di 30 partite per il terzo posto finale (il torneo è stato vinto da Stockfish). In una delle partite bonus, Leela ha battuto Stockfish nonostante un pedone di handicap a sfavore. Nello stesso periodo, Leela ha preso parte alla TCEC cup, evento nel quale motori partecipanti a differenti divisioni del TCEC possono competere insieme. Leela ha sconfitto Laser, Ethereal e Fire, partecipanti a divisioni più alte, prima di essere eliminata in semifinale da Stockfish.
Nell'ottobre e novembre 2018 Leela ha preso parte alla Chess.com Computer Chess Championship Blitz Battle, arrivando terza dietro Stockfish e Komodo. Nel dicembre dello stesso anno ha preso parte alla quattordicesima stagione del TCEC, ottenendo il primo posto in terza e in seconda divisione e arrivando seconda dietro a Stockfish in prima divisione, qualificandosi per la superfinale contro quest'ultimo, dove perse con un punteggio di 49,5-50,5.
Nel febbraio 2019 Leela ha ottenuto il suo primo trofeo internazionale vincendo, imbattuta, la seconda edizione della TCEC cup, battendo Houdini in finale. Nel maggio 2019 Leela difese il titolo, battendo Stockfish 5,5-4,5 nella finale della terza edizione della TCEC cup. Leela vinse la superfinale della quindicesima stagione del TCEC, battendo Stockfish con un punteggio di 53,5-46,5.
Nella sedicesima stagione del TCEC Leela terminò terza in premier division, non qualificandosi dunque per la superfinale, un punto dietro Stockfish e mezzo punto dietro AllieStein (altro motore basato su reti neurali). Leela fu l'unico motore a rimanere imbattuto nell'evento, tuttavia ottenne un numero minore di vittorie che la lasciò dietro ai due finalisti. Nella quarta edizione della TCEC cup Leela fu sconfitta nella finale da Stockfish con un punteggio di 4,5-3,5.
Il 21 aprile 2020 Leela si è aggiudicata di fatto la vittoria della superfinale della diciassettesima edizione del TCEC, con cinque vittorie di distacco da Stockfish, ma solo altre quattro partite da giocare. L'ufficialità è arrivata a metà giornata, una volta terminate tutte e cento le partite. Lc0 è stato decretato vincente, con un punteggio di 52.5-47.5. Le vittorie di Leela sono state 17, mentre quelle di Stockfish 12. Entrambi i software, in una disputa ciascuno, sono riusciti a prevalere sull'altro con i neri, replicando quanto avvenuto nella quindicesima superfinale TCEC.